# Mychothenus tropicalis
Mychothenus tropicalis es una especie de coleóptero de la familia Endomychidae.

## Distribución geográfica
Habita en el Congo.